# Roy Willner
Roy Willner (Baltimora, 22 ottobre 1949) è un ex calciatore statunitense, di ruolo difensore e centrocampista.

## Caratteristiche tecniche
Era un giocatore molto competitivo, talentuoso e passionale ma comunque rispettoso dei suoi allenatori. Poteva venire schierato schierato sia a centrocampo che in difesa.

## Carriera
Si formò con la selezione calcistica del Community College of Baltimore County di Catonsville, nello stato del Maryland.
Dal 1972 al 1973 fu in forza ai Baltimore Bays, con cui raggiunge le semifinali dell'American Soccer League 1973.
Nel 1974 viene ingaggiato dai neonati Washington Diplomats, franchigia della North American Soccer League. Milita con i Diplomats sino al 1978, raggiungendo i playoff del torneo nordamericano in due occasioni, nel 1976 e 1978, venendo in entrambi i casi eliminato con i suoi al primo turno.
Nel 1997 viene inserito nella "Maryland Soccer Hall of Fame" e nel 2011 nel famedio sportivo del Community College of Baltimore County.